# Ялтинская улица (Мелитополь)
Ялтинская улица (укр. Ялтинська вулиця) — улица Мелитополя. Идёт от проспекта Богдана Хмельницкого до улицы Ивана Алексеева, таким образом соединяя важные автодороги М-14 и М-18.
Полностью состоит из частного сектора. Покрытие асфальтное.

## Название
Улица названа в честь города-курорта Ялта на южном побережье Крымского полуострова.

## История
27 ноября 1959 года на заседании горисполкома был утверждён проект прорезки и наименования Ялтинской улицы. Это было частью расширения и застройки района Песчаное, в ходе которого во второй половине 50-х и начале 60-х годов здесь появилось множество других улиц.
3 ноября 1977 года решением заседания исполкома городского совета Ялтинская улица была переименована в улицу 60-летия Октября в честь юбилейной годовщины Октябрьской революции.
Ялтинской улице было возвращено её первоначальное название в 2016 году, после принятия закона о декоммунизации Украины.

## Галерея

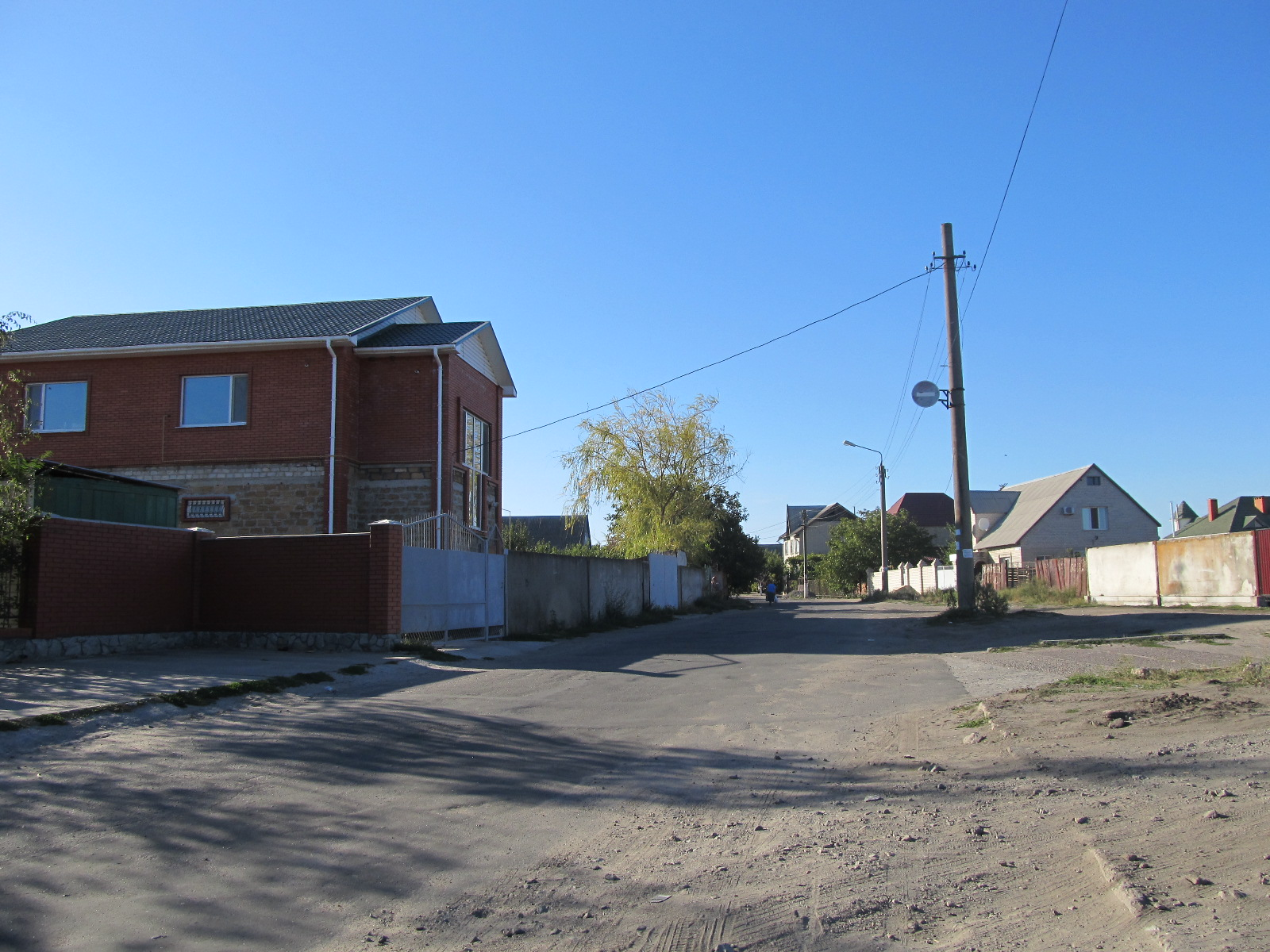
въезд с проспекта Богдана Хмельницкого
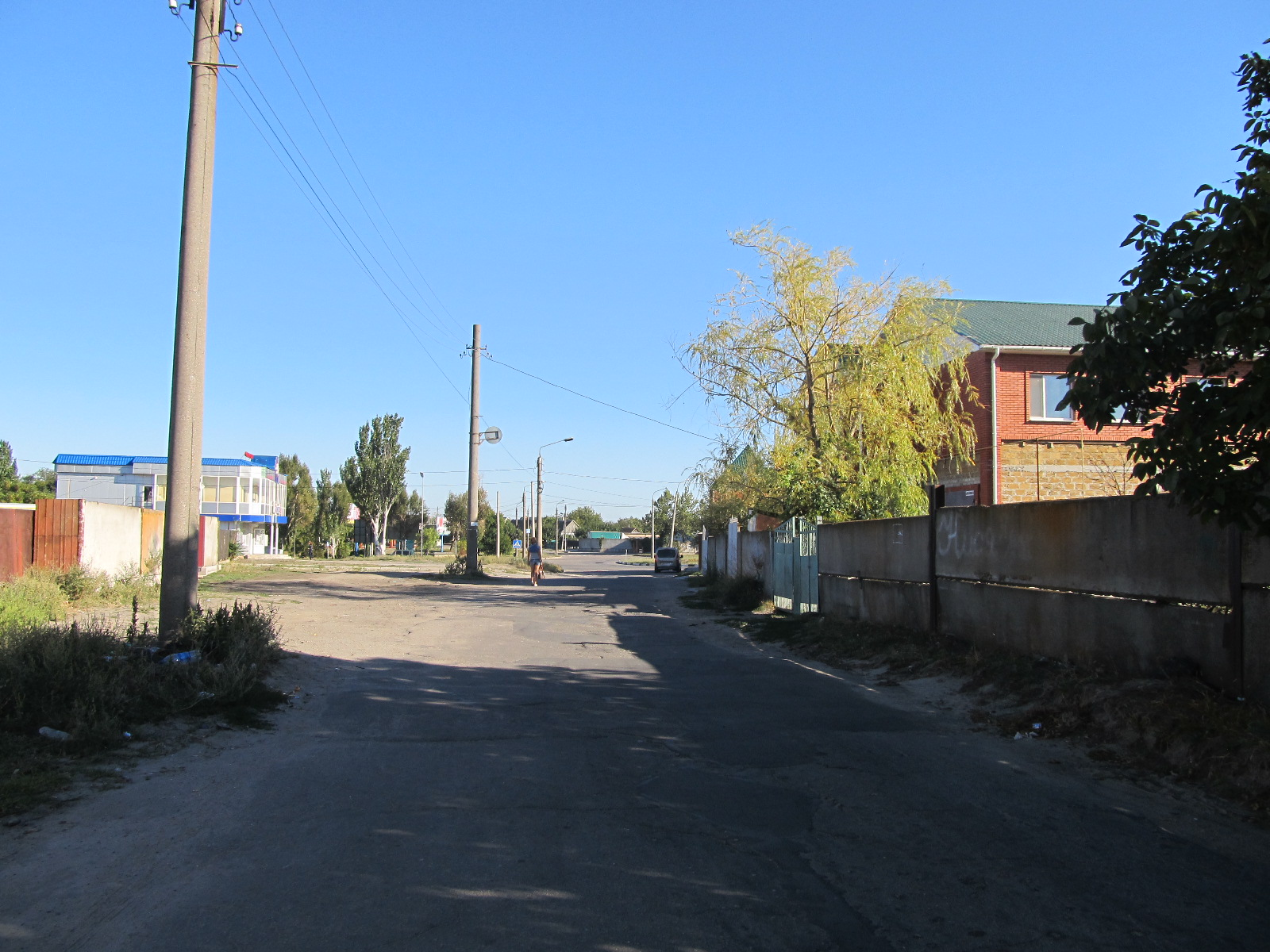
выезд на проспект Богдана Хмельницкого
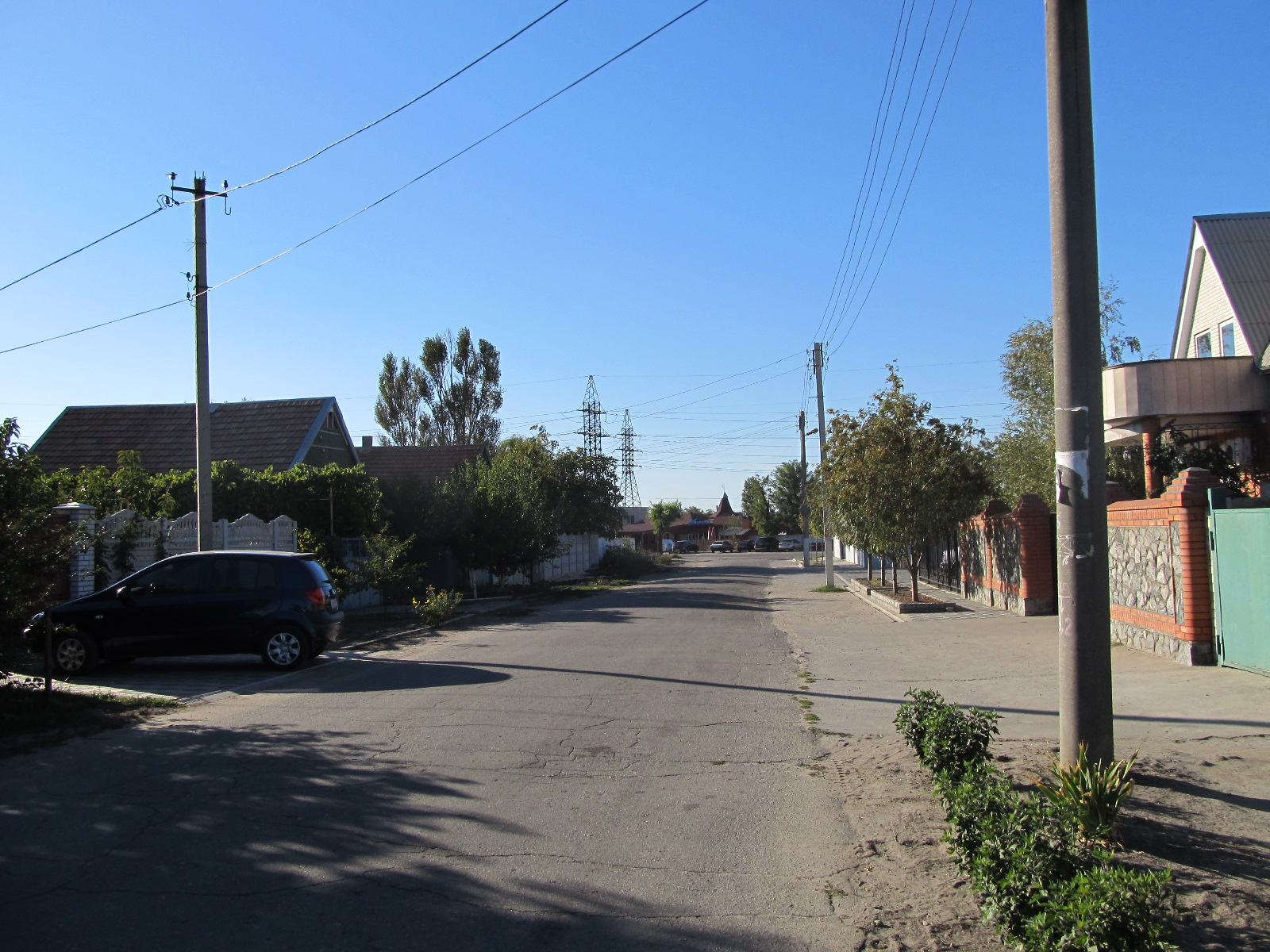
выезд на улицу Ивана Алексеева
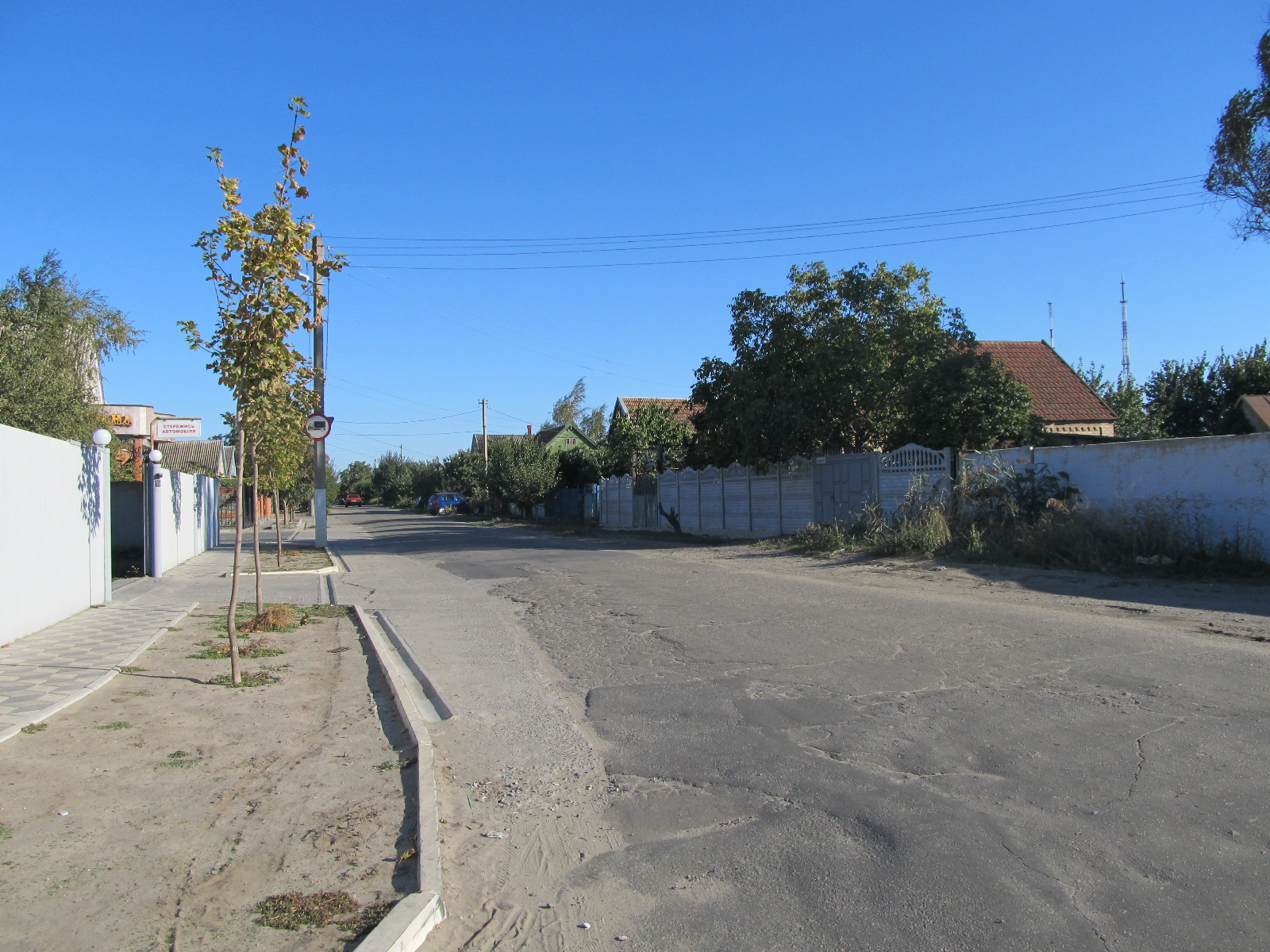
въезд с улицы Ивана Алексеева